# Wiktor Kłos
Wiktor Kłos (ur. 21 stycznia 2000 w Przeworsku) – polski piłkarz występujący na pozycji pomocnika.

## Kariera

### Kariera juniorska
Jest wychowankiem Orła Przeworsk, w którego szkółce grał do 2013 roku. W tymże roku przeniósł się do Resovii, a rok później zasilił szeregi Legii Warszawa. W 2017 roku został zawodnikiem Motoru Lublin, gdzie rozgrywał mecze w Centralnej Lidze Juniorów.

### Kariera klubowa
W sezonie 2018/19 był zawodnikiem Motoru Lublin, a na rundę wiosenną sezonu 2019/20 przeniósł się do Wólczanki Wólka Pełkińska, gdzie rozegrał 18 spotkań. Po zakończeniu rundy został sprowadzony przez Stal Rzeszów. W klubie rozegrał 44 mecze, w których zdobył trzy gole i zaliczył jedenaście asyst. W sezonie 2021/22 został wypożyczony do Stali Mielec, w której rozegrał 16 meczów. Po sezonie poinformowano, że Kłos opuści mielecką drużynę.